# 小行星2098
小行星2098（2098 Zyskin）是一颗围绕太阳公转的小行星。1972年8月18日，柳德米拉·朱拉夫寥娃在克里米亚发现了此天体。
該小行星以克里米亞醫學院教授列夫·齊斯金（Lev Zyskin）命名。
这颗小行星的绝对星等为12.64等。